# Margarethenstraße 37 (Mönchengladbach)

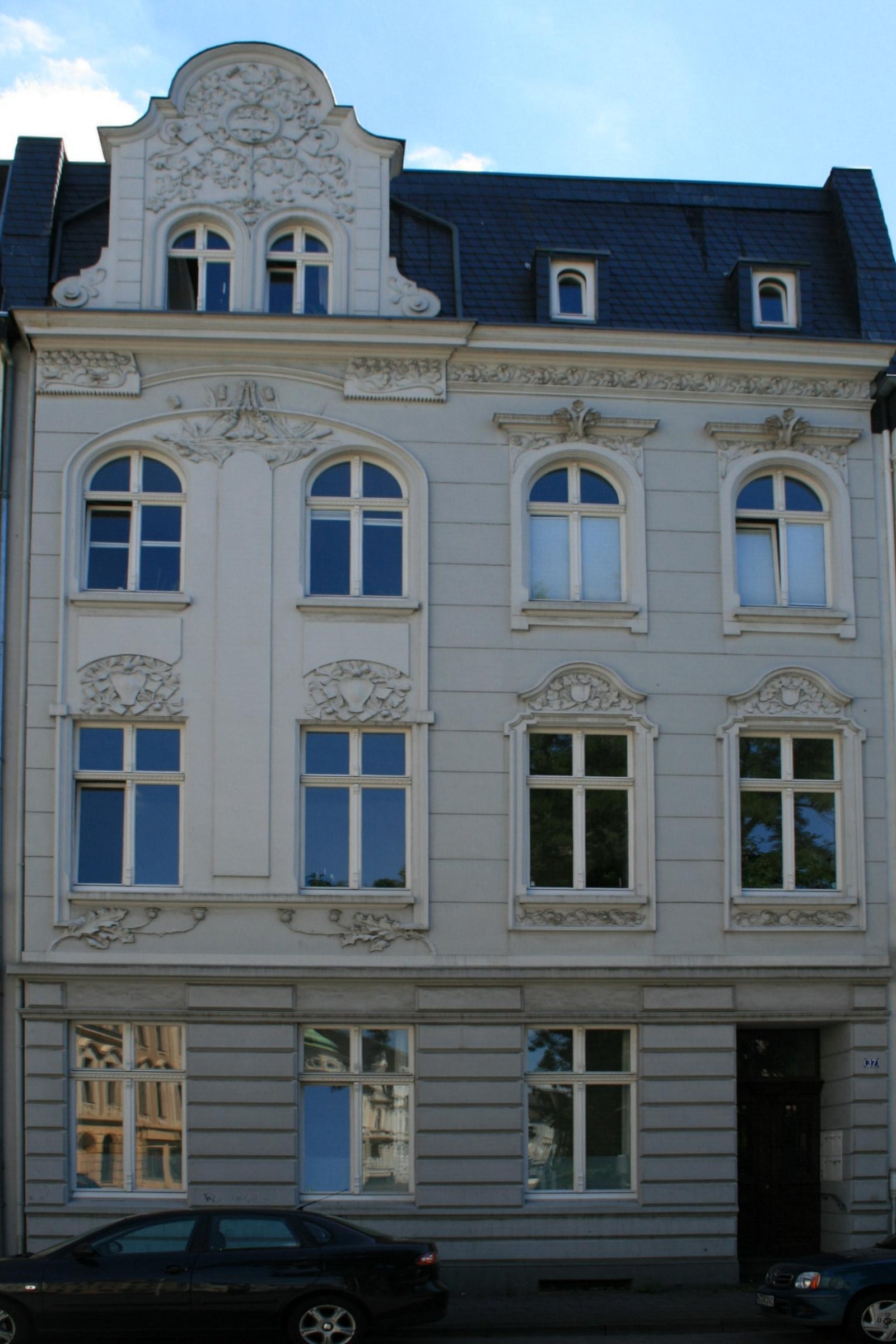
Wohnhaus (2010)

Das Wohnhaus Margarethenstraße 37 steht  im Stadtteil Eicken in Mönchengladbach (Nordrhein-Westfalen).
Das Gebäude wurde 1905 erbaut. Es wurde unter Nr. M 047 am 7. August 1990 in die Denkmalliste der Stadt Mönchengladbach eingetragen.

## Lage
Die Margarethenstraße liegt zwischen Humboldt- und Schillerstraße.

## Architektur
Es handelt sich um ein vierachsiges, dreigeschossiges, traufenständiges Wohnhaus mit Mansarddach und Zwerchgiebel.